# David Larose
David Larose (ur. 4 lipca 1985) – francuski judoka. Olimpijczyk z Londynu 2012, gdzie zajął dziewiąte miejsce w wadze półlekkiej.
Siódmy na mistrzostwach świata w 2005 i 2011; uczestnik zawodów w 2010, 2013 i 2015. Startował w Pucharze Świata w latach 2005–2007, 2009–2011, 2016 i 2017. Wicemistrz Europy w 2014; trzeci w 2013; piąty w 2012; a także zdobył dwa medale w zawodach drużynowych. Wygrał w drużynie igrzyska europejskie w 2015 roku.

## Letnie Igrzyska Olimpijskie 2012
| Konkurencja | Eliminacje            | Eliminacje        | Eliminacje                    | Klas. końcowa |
| Konkurencja | Przeciwnik I          | Przeciwnik II     | Przeciwnik III                | Miejsce       |
| ----------- | --------------------- | ----------------- | ----------------------------- | ------------- |
| 66 kg       | Golan Pollack (ISR) Z | Dan Fâșie (ROU) Z | Lasza Szawdatuaszwili (GEO) P | 9.            |